# Typ 38 10-cm-Kanone
Die Typ 38 10-cm-Kanone (jap. 三八式十糎加農砲, Sanhachi-shiki jissenchi kanonhō) war ein Feldgeschütz, das vom Kaiserlich Japanischen Heer im Ersten Weltkrieg, Zweiten Japanisch-Chinesischen Krieg, im Japanisch-Sowjetischen Grenzkonflikt und während des Pazifikkrieges von 1911 bis 1945 eingesetzt wurde. Die Bezeichnung Typ 38 deutet dabei auf das Jahr der Truppeneinführung, dem 38. Jahr der Herrschaft von Kaiser Meiji bzw. 1905 nach gregorianischem Kalender, hin.

## Geschichte
1905 bestellte das Kaiserlich Japanische Heer bei der deutschen Firma Krupp 10-cm-Krupp-Geschütze mit der Anforderung, diese in Japan in Lizenz fertigen zu dürfen. Der Verschluss des Geschützes wurde auf japanischen Wunsch auf einen unterbrochenen Schraubenverschluss umgestellt. Das Geschütz erhielt die Bezeichnung Typ 38 10-cm-Kanone obwohl das exakte Kaliber 105 mm betrug. Krupp lieferte aus dem Deutschen Reich mindestens 20, eventuell bis zu 50 Geschütze an das Kaiserreich Japan aus. Nach Ankunft in Japan wurde das Geschütz noch weiteren Modifikationen durch japanische Ingenieure unterzogen, um die Herstellung an die heimische Industrie anzupassen. Die Höhe und das Gewicht der Lafette wurden reduziert. Der maximale Höhenrichtbereich wurde erhöht und der Rückstoßmechanismus wurde vereinfacht. Die größte Veränderung wurde an der Rohrwiege vollführt, die fast bis zur Rohrmündung lief.
Die Anzahl der durch das Arsenal Osaka gefertigten Typ 38 Geschütze ist nicht genau bekannt, dürfte aber bei einigen hundert gelegen haben.
Die Typ 38 10-cm-Kanone wurde im Ersten Weltkrieg während der Belagerung von Tsingtau verwendet. Nach dem Ersten Weltkrieg wurde das Kanonenrohr verlängert und die maximale Rohrerhöhung nochmals erhöht. In den ersten Jahren des Zweiten Chinesisch-Japanischen Krieges wurde die Typ 38 noch bei der kämpfenden Truppe eingesetzt doch bei Beginn des Pazifikkrieges war sie hoffnungslos veraltet. Die verbliebenen Geschütze wurden an die Küstenverteidigung abgegeben.
Es ist nicht bekannt, dass es erhaltene Exemplare der Typ 38 Kanone gibt.

## Technische Daten
- Kaliber: 105 mm
- Kaliberlänge: L/31,7
- Rohrlänge: 3,325 m
- Höhenrichtbereich: −2° bis +15°
- Seitenrichtbereich: 3°
- Geschützgewicht: 2600 kg
- Geschossgewicht: 18 kg
- Mündungsgeschwindigkeit V0 = 540 m/s
- Maximale Reichweite:
  - 10000 m (1911 Version)
  - 12000 m (1919 Version)

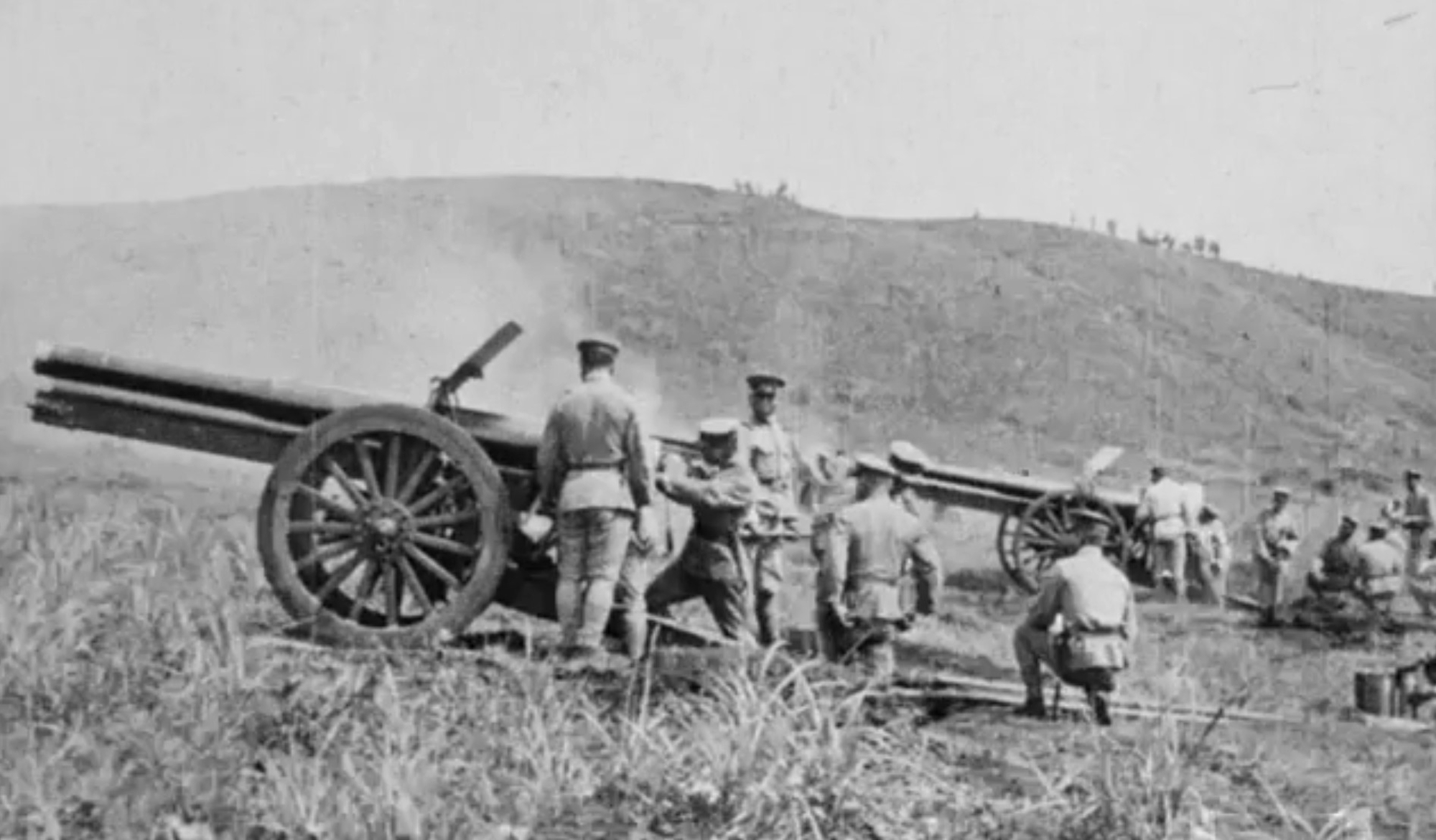
Typ 38 10-cm-Kanone bei Schießübungen 1922
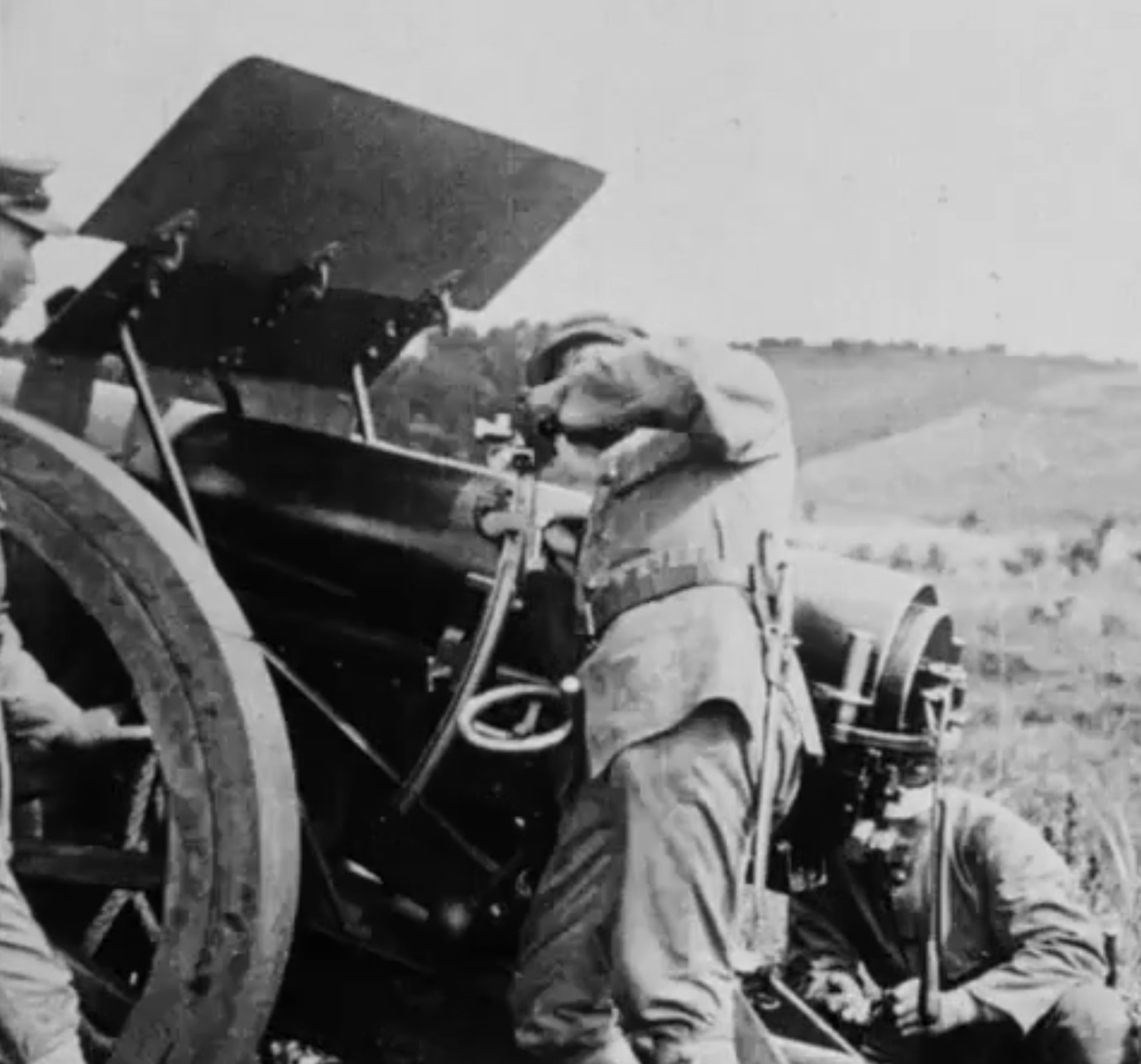
Typ 38 10-cm-Kanone bei Schießübungen 1922, Richtschütze beim Nachrichten